# ZDFinfo
ZDFinfo ist ein deutscher Fernsehsender und Teil des digitalen Programmangebots des ZDF. Er ging am 5. September 2011 aus dem ZDFinfokanal hervor, der den Sendebetrieb am 27. August 1997 unter dem Namen ZDFinfobox aufgenommen hatte. Der Sender konzentriert sich auf Dokumentationen und Reportagen.

## Empfang
ZDFinfo ist ununterbrochen über Satellit, Kabel im ZDFvision-Paket und über DVB-T2 empfangbar. Zudem wird es über IPTV und Streamingdienste wie Zattoo und TV.de verbreitet.

## ZDFinfo HD
Seit dem 30. April 2012 wird ZDFinfo in HD-720p ausgestrahlt. Das Programm wurde anfangs lediglich von 576i hochskaliert, da ZDFinfo damals keine HD-fähige Sendeabwicklung besaß. Seit Mitte Mai 2015 wird das Programm in nativer HD-Qualität gesendet. Seit 15. Juli 2024 entfällt der HD-Zusatz im Logo.

## Programm
Das Programm besteht fast ausschließlich aus Dokumentationen, darunter auch True-Crime-Formate wie die deutschen Sendungen Aufgeklärt – Spektakuläre Kriminalfälle, Ermittler! und Überführt mit Joe Bausch, die französischen Sendungen Mörderjagd und Täterjagd sowie die britischen Sendungen Auf Verbrecherjagd und Täter im Netz.
Bei den klassischen Geschichtsdokumentationen schien der Schwerpunkt lange auf der Zeit des Nationalsozialismus bzw. dem Zweiten Weltkrieg und dem Holocaust zu liegen, jedoch werden bei ZDFinfo sämtliche Epochen beleuchtet, beginnend mit der Antike, über das Mittelalter, den Dreißigjährigen Krieg, den Ersten Weltkrieg und die Weimarer Republik, die Konflikte im Rahmen des Kalten Kriegs (Koreakrieg, Vietnamkrieg, Sowjetische Intervention in Afghanistan) und dessen Ende (Jugoslawienkriege) bis zum 21. Jahrhundert (Krieg gegen den Islamischen Staat, Bürgerkrieg in Syrien) – häufig mit Fokus auf die deutsche Geschichte (Stichworte „Rote Armee Fraktion“, „Deutsche Demokratische Republik“), teilweise im Rahmen von ZDFzeit und Terra X History, nicht selten in Kooperation mit Spiegel TV.
Auch naturwissenschaftliche Sendungen wie Terra X, Leschs Kosmos oder Morgan Freeman: Mysterien des Weltalls sind ein fester Bestandteil von ZDFinfo, ebenso Spekulatives wie Mythen-Jäger. Die heutige Lebenswirklichkeit betreffende Dokumentationen gibt es u. a. bei ZDFzoom und Terra Xpress XXL, darüber hinaus werden auch Dokutainment-Formate wie Das war dann mal weg oder Porträts über Kunstschaffende, Politiker und Adelige gesendet.
Abweichend vom üblichen Programmschema wird sonntags um 19:40 Uhr das Comedyformat heute-show ausgestrahlt.
Vor allem vormittags wird zwischen den Sendungen das Nachrichtenformat heute Xpress gezeigt.

### Sondersendungen
Vereinzelt berichtete der ZDFinfokanal über das Hauptprogramm des ZDF hinausgehend in Sondersendungen live von großen Ereignissen. So wurde beispielsweise die Übertragung der Trauerfeier zum Tod von Michael Jackson im Infokanal fortgesetzt. Anlässlich der Revolution in Ägypten 2011 wurde auf dem Infokanal das Live-Programm des Fernsehsenders al-Arabiya mit deutschem Kommentar ausgestrahlt. Auch zum schweren Erdbeben in Japan 2011 gab es solche Sondersendungen unter dem Titel ZDFinfo spezial, bei denen das Live-Programm des japanischen Auslandssenders NHK World TV sowie des japanischen Senders NHK übersetzt und kommentiert wurde.

### Sport-Übertragungen
Seit den Olympischen Sommerspielen 2004 in Athen nutzen ARD und ZDF ihre Digitalprogramme tagesschau24, One, ZDFneo und ZDFinfo, um zusätzlich von den Olympischen Spielen berichten zu können. Diese Möglichkeit wird seit 2008 auch für Fußball-Weltmeisterschaften bzw. Fußball-Europameisterschaften genutzt, um zeitgleiche Spiele übertragen zu können. Bei den Schwimmweltmeisterschaften 2009 und den Schwimmeuropameisterschaften 2010 wurden die Wettbewerbe im Wasserspringen live im Infokanal übertragen. Von den Weltreiterspielen 2010 wurden rund 14 Stunden Liveübertragung gesendet.

## Senderlogos

Logo des Senders ZDFinfokanal bis zum 5. September 2011
Aktuelles Logo von ZDFinfo seit 5. September 2011
Logo des HD-Ablegers vom 30. April 2012 bis 14. Juli 2024